# Аквесасне 15
Аквесасне 15 (англ. Akwesasne 15) — индейская резервация ирокезоязычного индейского племени мохоки, расположенная на юго-западе провинции Квебек, Канада. Является частью территории мохоков Аквесасне.

## История
Индейская резервация образовалась в результате разделения территории мохоков между севером и югом американо-канадской границей, северная часть позднее была разделена канадской провинциальной границей между Онтарио на западе и Квебеком на востоке. Та часть, что оказалась в Квебеке, получила название Аквесасне 15. Согласно договору Джея 1795 года об урегулировании границы, мохоки сохранили за собой право свободно пересекать международную границу.

## География
Резервация расположена на юго-западе Квебека в административной области Монтережи. Большая часть Аквесасне 15 находится на южном берегу реки Святого Лаврентия вдоль американо-канадской границы, меньшая — на нескольких островах этой же реки. Общая площадь резервации составляет 36,47 км².

## Демография
В 2016 году в Аквесасне 15 население по возрастному диапазону распределилось следующим образом: 36,3 % — жители младше 18 лет, 54,6 % от 18 до 64 лет и 9,1 % — в возрасте 65 лет и старше. 74,2 % населения резервации считало английский язык родным и использовало его дома, 24,6 % — могаукский язык и 1,2 % говорили на других языках или использовали несколько.
В 2021 году в Аквесасне 15 проживало 2413 человек, плотность населения составляла 66,16 чел./км².